# Aleksandr Baszłaczow
Aleksandr Nikołajewicz Baszłaczow, ros. Александр Николаевич Башлачёв (ur. 27 maja 1960 w Czerepowcu, zm. 17 lutego 1988 w Leningradzie) – rosyjski bard i poeta. W latach 1984–1987 skomponował ok. 60 utworów. Pozostawał pod wpływem m.in. Aleksandra Galicza, Władimira Wysockiego i Majka Naumienki.

## Życiorys

### Młodość
Aleksandr Baszłaczow urodził się 27 maja 1960 roku w Czerepowcu w rodzinie Nikołaja Aleksiejewicza i Nelli Nikołajewnej Baszłaczowów. Już od najmłodszych lat wykazywał się zainteresowaniami humanistycznymi, a w szczególności literaturą. Po ukończeniu średniej szkoły w 1977 roku pracował przez kilka miesięcy jako malarz w czerepowieckich zakładach metalurgicznych. W 1978 roku wyjechał do Swierdłowska studiować dziennikarstwo na Uralskim Państwowym Uniwersytecie im. M. Gorkiego. Rok później nawiązał współpracę z czerepowiecką grupą rockową „Rock-Sientiabr” jako autor tekstów.
Po ukończeniu studiów w czerwcu 1983 roku został skierowany w okolice Swierdłowska na trzymiesięczne szkolenie wojskowe dla absolwentów wyższych uczelni. Został stamtąd zwolniony już po miesiącu z powodu zdiagnozowania u niego łagodnej odmiany depresji maniakalnej (pomimo że był już po przysiędze, stopnia porucznika nie uzyskał, ponieważ przebywał w tym czasie w szpitalu). We wrześniu powrócił do Czerepowca, gdzie w następnym miesiącu rozpoczął pracę dla gazety „Kommunist” – na początku w dziale listów.

### Kariera
Od stycznia 1984 roku pisał tam artykuły poświęcone muzyce – odwiedzając szereg różnych imprez muzycznych m.in. „II Leningradzki Festiwal Rockowy” organizowany przez tamtejszy „Leningradskij Rock-Kłub”. W poruszanych tematach narzekał na brak lokali oraz propagował ideę stworzenia klubu rockowego w regionie Wołogdy. 
Podczas pobytu na festiwalu w Leningradzie (18-20 maja 1984 roku) kupił pierwszą gitarę, na której samodzielnie nauczył się grać. W tym czasie napisał teksty i skomponował muzykę do takich piosenek jak: „Tołokonnyje łby”, „Włażnyj blesk naszych głaz”, „Wriemia kołokolczikow”, „Minuta mołczanija”, „Osień”, „Podwig razwiedczika”, „Pochorony szuta”, „Priamaja doroga”, „Slot-simpozium”, „Czornyje dyry”, „Zimniaja skazka”, „Licho”, „Niekomu bieriozu załomati” czy „Rożdiestwienskaja”, które czasem wykonywał w gronie przyjaciół na czerepowieckich spotkaniach organizowanych przez nich w prywatnych mieszkaniach. We wrześniu – na jednym z takich spotkań – pokazał swoje utwory Artiemijowi Troickiemu (moskiewskiemu krytykowi sztuki, a także muzycznemu; Troicki był jednym z pierwszych propagatorów muzyki rockowej w ZSRR), który zdecydował się zaprosić Baszłaczowa do Moskwy. W Moskwie Baszłaczow występował w podobnych warunkach (w takich spotkaniach uczestniczyło od kilku do kilkudziesięciu osób). Występy te były często nagrywane amatorsko na taśmy magnetofonowe. Pod koniec października po powrocie z Moskwy do Czerepowca, Baszłaczow ostatecznie porzucił pracę w gazecie „Kommunist” i ponownie wyjechał – tym razem do Leningradu.
18 marca 1985 roku Baszłaczow wystąpił (razem z Jurijem Szewczukiem) po raz pierwszy przed dużą publicznością w sali wykładowej Leningradzkiego Instytutu Weterynaryjnego (nagrania z tego koncertu zostały opublikowane w 1995 roku na albumie „Koczegarka” – firmowanym razem z Szewczukiem). 30 maja Siergiej Firsow (który uważał się za jego menedżera), zorganizował sesję nagraniową w studiu Aleksieja Wiszni (z grupy „DK”), której zapis ukazał się w 1990 roku na LP pt. „Trietja stolica”. W drugiej połowie roku Baszłaczow często występował w Moskwie i Leningradzie. Między listopadem 1985 roku a lutym 1986 roku powstało wiele nowych piosenek tj. „Pietierburgskaja swad´ba”, „Kak wietra osiennije”, „Pieriekur”, „Siadiem riadom…”, „W czistom pole – dożdi”, „Waniusza”, „Wierka, Nad´ka, Lubka”, „Wsio budiet choroszo”, „Na żyzń poetow”, „Słuczaj w Sibiri”, „Słysza W.S. Wysockogo”, „Tiesto”, „Choroszyj mużyk” czy „Piesienka na lesienkie”. W grudniu Baszłaczow udał się do Nowosybirska, gdzie na jednym z koncertów poznał Jankę Diagilewą.

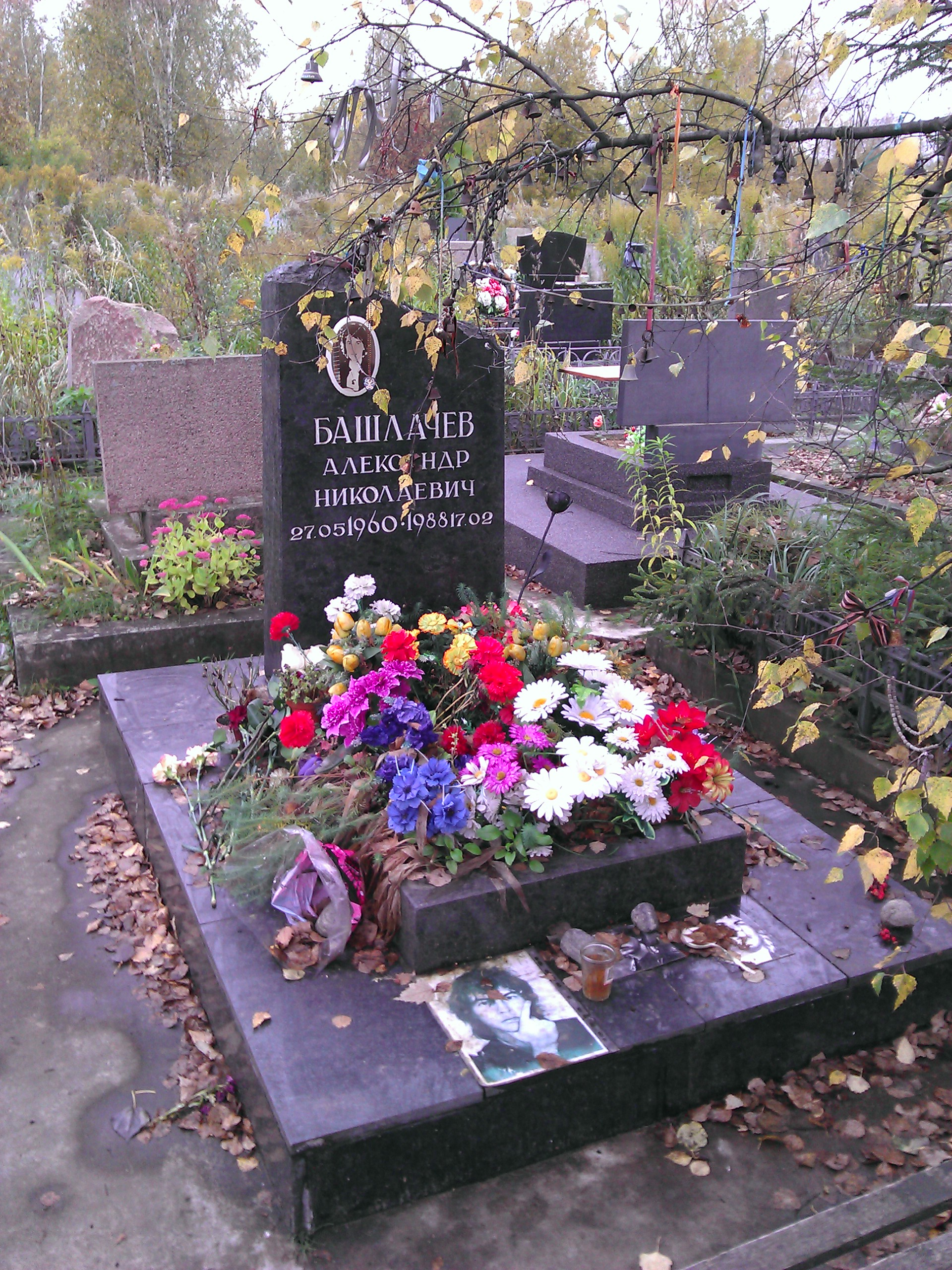
Grób Aleksandra Baszłaczowa

1986 rok przeszedł Baszłaczowowi pod znakiem koncertów i podróży pomiędzy Leningradem, Moskwą, a Czerepowcem, m.in. 20 stycznia 1986 roku nagrał w Moskwie w studiu u Aleksandra Agiejewa dwadzieścia cztery piosenki, które ukazały się po kilku latach na albumach: „Wriemia kołokolczikow”, „Wsio budiet choroszo” oraz „Licho”. 22 stycznia wystąpił w moskiewskim Teatrze na Tagance (zapis tego wydarzenia również ukazał się po latach na płycie „Taganskij koncert”). Dzięki Firsowowi uzyskał zatrudnienie jako palacz w leningradzkiej kotłowni „Kamczatka”, w której pracowali w tym czasie również inni artyści tj. Wiktor Coj (z zespołu „Kino”) czy Swiatosław Zadierij (z zespołu „Alisa”).
Wiosną (marzec–maj) 1987 roku reżyser Aleksiej Uczitiel, który pracował nad dokumentalnym filmem „Rock” – poświęconemu radzieckiej muzyce rockowej – postanowił umieścić w nim również Baszłaczowa. Baszłaczow zgodził się na udział w tym projekcie, ale w trakcie kręcenia zdjęć zmienił zdanie i wycofał się – w rezultacie sceny w których wystąpił zostały usunięte z filmu. W czerwcu wziął udział w dwóch festiwalach: w Leningradzie („V Leningradzki Festiwal Rockowy”) oraz w Czernogołowce. 29 stycznia 1988 roku w domu Mariny Timaszowej odbył się ostatni zachowany na nagraniach jego koncert (część płyty „VII”).

### Śmierć
Rankiem 17 lutego 1988 roku Aleksandr Baszłaczow wypadł z okna znajdującego się na ósmym piętrze w bloku przy Prospiekcie Kuzniecowa 23 w Leningradzie. Zginął na miejscu – przyczyny wypadku nie zostały ustalone, choć wiele wskazuje na samobójstwo. 23 lutego został pochowany na leningradzkim Cmentarzu Kowalewskim.

## Rodzina
3 sierpnia 1988 roku urodził się jego syn Jegor ze związku z Anastasiją Rachlinową. Aleksandr Baszłaczow miał młodszą siostrę Jelenę (ur. 1968).

## Dyskografia
- „Wriemia kołokolczikow” (1989) – nagrania ze stycznia 1986 roku zrealizowane w Moskwie w domowym studiu Aleksandra Agiejewa
- „Wsio budiet choroszo” (1990) – nagrania ze stycznia 1986 roku zrealizowane w Moskwie w domowym studiu Aleksandra Agiejewa
- „Trietja stolica” (1990) – nagrania zrealizowano 30 maja 1985 roku w Leningradzie w domowym studiu Aleksieja Wiszni
- „Taganskij koncert” (1992) – koncert nagrano 22 stycznia 1986 roku w moskiewskim Teatrze na Tagance.
- „Wiecznyj post” (1994) – nagrań dokonano w maju 1986 roku w studiu w Moskwie
- „Licho” (1994) – nagrania ze stycznia 1986 roku zrealizowane w Moskwie w domowym studiu Aleksandra Agiejewa
- „VII” (1994) – nagrania pochodzą z występów u Jegora Jegorowa (14 stycznia 1988) i u Mariny Timaszowej (29 stycznia 1988)
- „Koczegarka” (1995) – nagrania pochodzą z koncertu w Leningradzie, który odbył się 18 marca 1985 roku
- „II” (1996) – nagrania pochodzą z domowego koncertu u Mariny Tierganowej i Aleksandra Niesmiełowa (Moskwa, kwiecień 1985)
- „IV” (1996) – nagrania zrealizowano pomiędzy styczniem 1986 a czerwcem 1987 roku (Leningrad, Moskwa, Kijów)
- „Pierwyj koncert w Moskwie” (1998) – nagrania zrealizowano 20 października 1984 roku u Siergieja Ryżenki w Moskwie
- „I” (1998) – nagrania zrealizowano w domowym studiu w Moskwie i w Lenigradzie oraz na koncercie w Czerepowcu (lato 1984-jesień 1985)
- „III” (1998) – koncert u Jegora Jegorowa nagrany 4 października 1985 roku
- „V” (1998) – nagrania z 20 stycznia 1986 roku zrealizowane w Moskwie u Aleksandra Agiejewa oraz na koncertach: w Nowosybirsku (21 grudnia 1985) i w Leningradzie (lato 1986)
- „Czernobylskije Bobyli na kraju swieta” (1999) – nagrania z 15 sierpnia 1986 roku
- „VI” (2002) – nagrania z Moskwy i Leningradu zrealizowane w 1986 i 1987 roku.